# Fünf Patronenhülsen
Fünf Patronenhülsen ist ein Kriegsdrama von Frank Beyer aus dem Jahre 1960. Der Film beschreibt den Einsatz von sechs kommunistischen Milizionären der Internationalen Brigaden zur Zeit des Spanischen Bürgerkrieges.

## Handlung
Mit wenigen Freiwilligen soll Kommissar Witting während des Spanienkrieges den Rückzug des Bataillons decken. Zwar schafft es die Einheit, den Abzug der Truppen zu sichern, sie wird aber auf der Flucht von feindlichen Einheiten eingekesselt und der Funker Wasja wird von den anderen getrennt. Als Witting ihn sucht, wird er schwer verwundet. Kurz vor seinem Tod zerreißt er eine an sich bedeutungslose Nachricht und behauptet, es handele sich dabei um eine geheime Zeichnung des Feindes, die auf jeden Fall den eigenen Leuten übergeben werden müsse. Er lässt sie auf fünf Patronenhülsen verteilen und gibt eine an jeden seiner Truppe um sie zu motivieren.
Wasja findet wieder zurück zur Truppe, opfert sich jedoch und hält die Gegner mit Hilfe einer Handgranate auf. Ohne einen Tropfen Wasser müssen sich die Soldaten ihren Weg durch die Berge in der Hitze Spaniens bahnen. Getragen allein vom Willen, ihren Auftrag zu erfüllen, kämpfen sie sich voran. Doch mit jeder Stunde wird das Durchhalten härter und der Zusammenhalt der Truppe brüchiger.

## Hintergrund

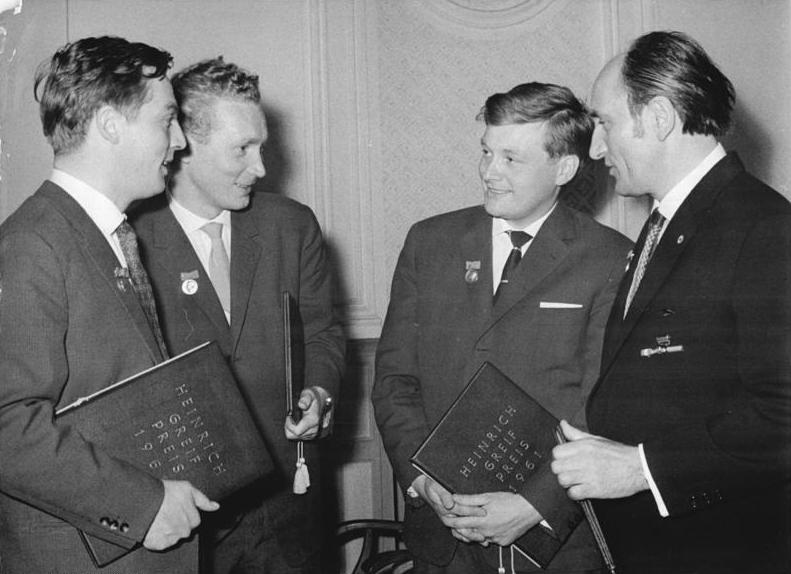
Regisseur Frank Beyer, Komponist Joachim Werzlau, Kameramann Günter Marczinkowsky und Filmarchitekt Alfred Hirschmeier bei der Verleihung des Heinrich-Greif-Preises für den Film.

Der Film wurde in Bulgarien und im Harz in der Nähe von Quedlinburg gedreht. Felsen der Teufelsmauer im Harz wurden mit weißer Farbe bespritzt, um die Sierra Nevada zu simulieren. Während Armin Mueller-Stahl, Ernst-Georg Schwill und Ulrich Thein wirklich auf Wasser verzichteten, um ausgetrocknet zu wirken, tranken Erwin Geschonneck, Edwin Marian, Günter Naumann und Manfred Krug eisgekühlte „Metschka“ (Limonade).
Autor Walter Gorrish, der selbst in Spanien kämpfte und Genosse war, verarbeitete viele seiner Erlebnisse in dem Film.
Zu Beginn des Filmes ist das Lied „Am Río Jarama“ von Ernst Busch über die Schlacht am Jarama zu hören.
Der Film wurde mit dem Heinrich-Greif-Preis I. Klasse ausgezeichnet.
Ulrich Thein kaufte einen der ausgemergelten Filmesel, den er dann per Flugzeug in die DDR einfliegen ließ. Für den Esel, den Thein auf den Namen „Charlie Brown“ taufte, wurden vom Ministerium für Staatssicherheit Akten angelegt.

## Kritik
Das Lexikon des internationalen Films urteilte, dass der Film ein „packendes“ und „handwerklich ungewöhnlich sorgfältig gearbeitetes Bürgerkriegsdrama“ sei.

## DVD-Veröffentlichung
Der Film erschien in mehreren Auflagen und in diversen Boxen bei Icestorm Entertainment. Als Bonusmaterial befinden sich neben den Biografien und Filmografien von Beyer, Mueller-Stahl, Krug und Geschonneck, diverse „Augenzeugen“-Berichte und der Film Wir sind die Letzten – fragt uns, in dem Spanienkämpfer Kurt Goldstein von seinem Kampf in den internationalen Brigaden berichtet.